# NGC 668
NGC 668 è una galassia a spirale situata nella costellazione di Andromeda, a una distanza di circa 204 milioni di anni luce dalla nostra Via Lattea.

## Scoperta
NGC 668 è stata scoperta il 4 dicembre 1880 dall'astronomo francese Édouard Stephan.

## Descrizione
NGC 668 ha una classe di luminosità II e presenta una larga riga a 21 cm dell'idrogeno neutro.

## Gruppo di NGC 669
NGC 668 fa parte del Gruppo di NGC 669. Questo gruppo contiene più di una trentina di galassie, 15 delle quali compaiono nel New General Catalogue e 3 nell'Index Catalogue.